# Sheffieldia
Cooksonia là một chi bướm ngày thuộc họ Lycaenidae.